# Rossana Podestà
Rossana Podestà, nome d'arte di Carla Dora Podestà (Tripoli, 20 giugno 1934 – Roma, 10 dicembre 2013), è stata un'attrice italiana, attiva principalmente fra gli anni cinquanta e gli anni settanta.

## Biografia
Nata a Tripoli nel 1934 con il nome  di Carla Dora perché i suoi genitori, nativi di Portovenere, erano andati a vivere lì e suo padre fu sindaco di Tripoli. Appena sedicenne venne scoperta dal regista Léonide Moguy durante l'allestimento del cast per il film Domani è un altro giorno (1951); sarà questo l'inizio di una carriera durante la quale girerà una sessantina di pellicole, sia in Italia che all'estero. In Messico interpretò, alcuni anni dopo, il film La rete (1954) di Emilio Fernández, che la fece conoscere anche in America Latina.
Forte di un fisico da pin-up, divenne una ragazza-copertina degli anni sessanta, dopo aver preso parte a film del filone del neorealismo "rosa" (diretta da Valerio Zurlini, Mario Monicelli e Steno), apparendo anche in film storico-mitologici e specializzandosi nel ruolo di "regina del peplum". Interpretò così il ruolo di Nausicaa nel film Ulisse (1954) di Mario Camerini e venne scelta da Robert Wise per il ruolo di protagonista nel kolossal Elena di Troia (1956), superando la concorrenza di Elizabeth Taylor, Lana Turner e Ava Gardner. L'interpretazione le diede notorietà internazionale.
Fra le sue altre interpretazioni, quella di "femme fatale" in Sodoma e Gomorra (1961) di Robert Aldrich, in 7 uomini d'oro (1965) e Il grande colpo dei 7 uomini d'oro (1966), due film prodotti e diretti dal marito, il regista Marco Vicario, e nell'intellettualistico Le ore nude (1964). Fu poi la volta delle numerose commedie erotiche degli anni settanta, come Paolo il caldo (1973), Il prete sposato (1970), L'uccello migratore (1972). Nel marzo 1978 posò nuda per l'edizione italiana di Playboy.
Il suo ultimo film fu Segreti segreti di Giuseppe Bertolucci, uscito nel 1985. 
Partecipò alla serie di trasmissioni dedicate a La straordinaria storia dell'Italia, andate in onda tra il 1983 e il 1991 su Rai 1, dove conduceva le visite guidate ad alcuni luoghi storici italiani dedicati ad alcuni avvenimenti. 
Il 10 dicembre 2011 fu ospitata al Jardin de l'Ange di Courmayeur per la presentazione in anteprima del numero speciale di "Epoca" dedicato a Walter Bonatti., in quello stesso anno portò alla ribalta della cronaca il fatto che non le era stato permesso di assistere il compagno morente in quanto non sposati. Il 5 settembre 2012, a un anno di distanza dalla morte del compagno, pubblicò il libro Walter Bonatti. Una vita libera.
Morì il 10 dicembre 2013 all'età di 79 anni al Policlinico Umberto I di Roma, dopo un intervento per l'asportazione di un tumore benigno al cervello. Seguendo le sue volontà, i figli autorizzarono la donazione del fegato e delle cornee. È sepolta presso il piccolo cimitero di Portovenere che si trova a picco sul mare, nella tomba di famiglia, dove nel 2011 era stata deposta l'urna con le ceneri di Walter Bonatti.

## Vita privata
Nell'agosto del 1953 sposò l'attore e regista Marco Vicario, dal quale ebbe due figli: Stefano (1953) e Francesco (1959). Divorziata da Vicario, si ritirò dalla carriera cinematografica, alla metà degli anni ottanta, col compagno Walter Bonatti, alpinista ed esploratore. Da allora si alternò tra l'appartamento di Roma, la villa all'Argentario e la casa di Dubino (SO).

## Filmografia

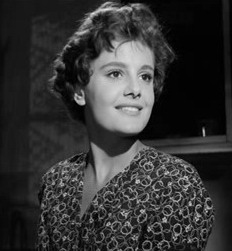
Rossana Podestà in Le ragazze di San Frediano (1954)

Rossana Podestà in 7 uomini d'oro (1965)

Rossana Podestà in L'uccello migratore (1972)

### Cinema
- Strano appuntamento, regia di Dezső Ákos Hamza (1950)
- Domani è un altro giorno, regia di Léonide Moguy (1951)
- I sette nani alla riscossa, regia di Paolo William Tamburella (1951)
- Guardie e ladri, regia di Steno e Mario Monicelli (1951)
- Gli angeli del quartiere, regia di Carlo Borghesio (1952)
- Io, Amleto, regia di Giorgio Simonelli (1952)
- Il moschettiere fantasma, regia di Max Calandri (1952)
- Don Lorenzo, regia di Carlo Ludovico Bragaglia (1952)
- La voce del silenzio, regia di Georg Wilhelm Pabst (1953)
- La rete, regia di Emilio Fernández (1953)
- Nosotros dos, regia di Emilio Fernández (1953)
- Fanciulle di lusso, regia di Bernard Vorhaus (1953)
- Viva la rivista!, regia di Enzo Trapani (1953)
- Addio, figlio mio!, regia di Giuseppe Guarino (1953)
- Le ragazze di San Frediano, regia di Valerio Zurlini (1954)
- Ulisse, regia di Mario Camerini (1954)
- Canzoni di tutta Italia, regia di Domenico Paolella (1955)
- Lo scapolo, regia di Antonio Pietrangeli (1955)
- Non scherzare con le donne, regia di Giuseppe Bennati (1955)
- Elena di Troia, regia di Robert Wise (1956)
- Santiago, regia di Gordon Douglas (1956)
- L'isola dei pirati, regia di Robert Darène (1957)
- Playa prohibida, regia di Francisco Fuertos (1958)
- La spada e la croce, regia di Carlo Ludovico Bragaglia (1958)
- Vento di passioni, regia di Richard Wilson (1958)
- L'isola in capo al mondo, regia di Edmond Greville (1959)
- Un vaso di whisky, regia di Julio Coll (1959)
- La furia dei barbari, regia di Guido Malatesta (1960)
- La grande vallata, regia di Angelo Dorigo (1961)
- Solo contro Roma, regia di Luciano Ricci e Riccardo Freda (1962)
- Sodoma e Gomorra, regia di Robert Aldrich (1962)
- L'arciere delle mille e una notte, regia di Antonio Margheriti (1962)
- La vergine di Norimberga, regia di Antonio Margheriti (1963)
- F.B.I. operazione Baalbeck, regia di Marcello Giannini (1964)
- Le ore nude, regia di Marco Vicario (1964)
- 7 uomini d'oro, regia di Marco Vicario (1965)
- Il grande colpo dei 7 uomini d'oro, regia di Marco Vicario (1966)
- Il prete sposato, regia di Marco Vicario (1970)
- Homo Eroticus, regia di Marco Vicario (1971)
- L'uccello migratore, regia di Steno (1972)
- Paolo il caldo, regia di Marco Vicario (1973)
- Il gatto mammone, regia di Nando Cicero (1975)
- Il letto in piazza, regia di Bruno Gaburro (1976)
- Pane, burro e marmellata, regia di Giorgio Capitani (1977)
- Sette ragazze di classe, regia di Pedro Lazaga (1979)
- Tranquille donne di campagna, regia di Claudio De Molinis (1980)
- I seduttori della domenica, regia di Dino Risi (1980)
- Hercules, regia di Luigi Cozzi (1983)
- Segreti segreti, regia di Giuseppe Bertolucci (1985)

### Televisione
- La straordinaria storia dell'Italia – docu-serie TV (1983)

## Doppiatrici italiane
- Rosetta Calavetta in I sette nani alla riscossa, Addio, figlio mio!, Elena di Troia, Santiago
- Rita Savagnone in Solo contro Roma, Sodoma e Gomorra, Le ore nude
- Miranda Bonansea in Ulisse, Io Amleto
- Maria Pia Di Meo in La furia dei barbari, La vergine di Norimberga
- Fiorella Betti in La spada e la croce
- Gabriella Genta in F.B.I. operazione Baalbek
- Noemi Gifuni in 7 uomini d'oro

## Libri
- Rossana Podestà, Walter Bonatti. Una vita libera, Rizzoli editore, 2012, ISBN 978-88-17-05692-2.